# Nakamura Toshiki
Toshiki Nakamura (sinh ngày 17 tháng 5 năm 1993) là một cầu thủ bóng đá người Nhật Bản.

## Sự nghiệp câu lạc bộ
Toshiki Nakamura đã từng chơi cho Thespakusatsu Gunma.